# سيمون ليندون
سيمون ليندون (بالإنجليزية: Simon Lyndon)‏ هو ممثل أسترالي، ولد في 1 فبراير 1971 في لندن في المملكة المتحدة.

## وصلات خارجية
- سيمون ليندون على موقع IMDb (الإنجليزية)
- سيمون ليندون على موقع قاعدة بيانات الفيلم (الإنجليزية)